# Poliaenus concolor
Poliaenus concolor är en skalbaggsart som först beskrevs av Schaeffer 1909.  Poliaenus concolor ingår i släktet Poliaenus och familjen långhorningar. Inga underarter finns listade i Catalogue of Life.